# Platja del Mal Pas

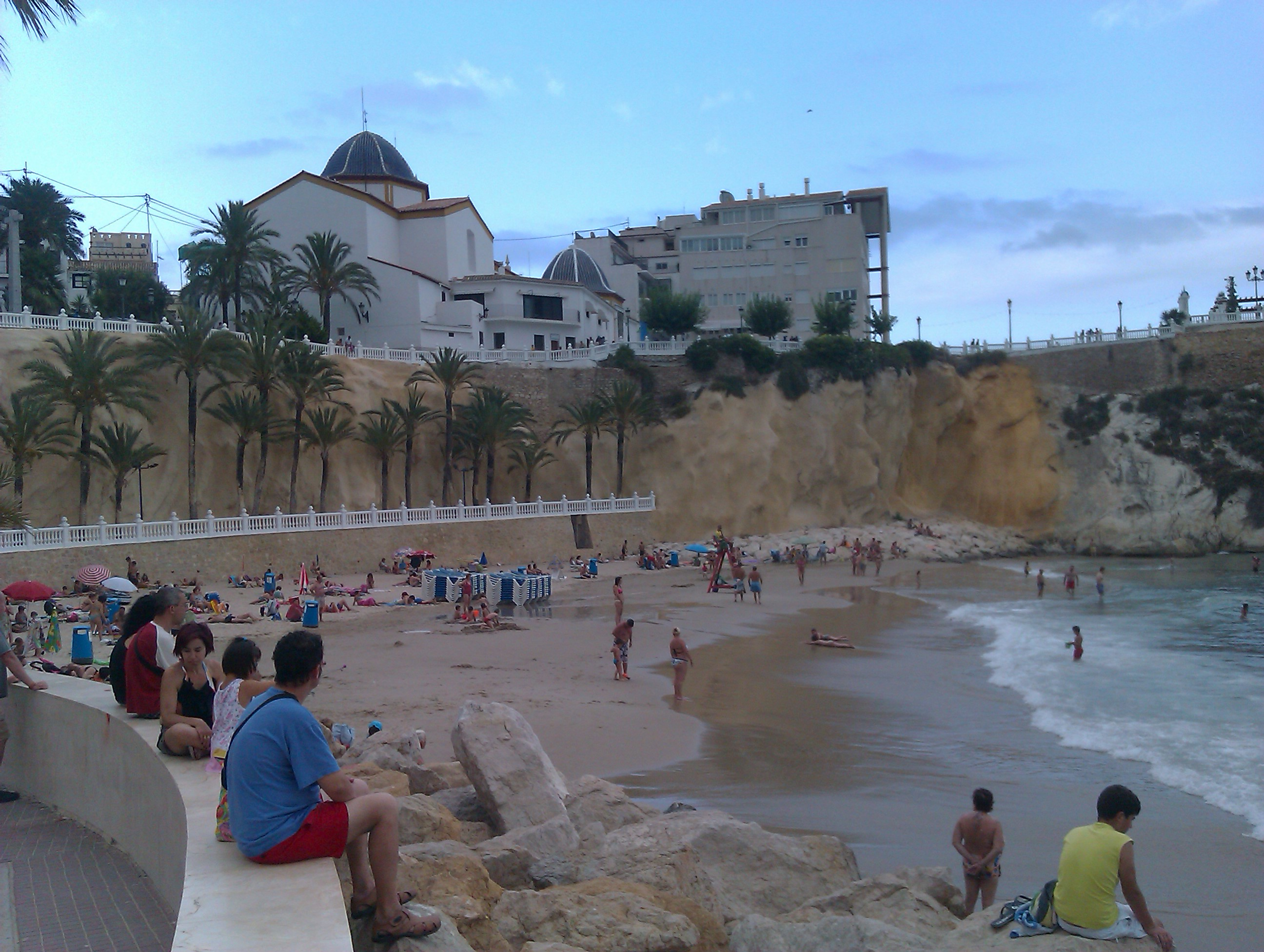
Platja del Mal Pas

La platja del Mal Pas és una platja situada a Benidorm. Es troba entre la platja de Ponent i la punta del Canfali. Té 120 metres de longitud i entre 20 i 30 metres d'amplada. Compta amb bandera blava.

## Història
La platja del Mal Pas resulta de l'acumulació d'arena que es produeix arran de la construcció del moll, que es va acabar el 1925. L'espigó del port i la punta del Canfali actuen com a blocs de retenció de l'arena. Fins a aquell moment hi havia l'esgolador del Mal Pas, un perillós pendent en el penya-segat que alguns usaven per accedir al carrer de les Roques.